# Közönséges bárdmakréla
A közönséges bárdmakréla (Selene vomer) a sugarasúszójú halak (Actinopterygii) osztályának sügéralakúak (Perciformes) rendjébe, ezen belül a tüskésmakréla-félék (Carangidae) családjába tartozó faj.

## Előfordulása
A közönséges bárdmakréla előfordulási területe az Atlanti-óceán nyugati része, Maine-től kezdve Floridán, a Mexikói-öblön és Bermudán keresztül egészen a dél-amerikai Uruguayig. Feltételezések szerint a kanadai Új-Skócia vizeiben is él. A Nagy-Antillák körül ritka.

## Megjelenése
Általában 35 centiméter hosszú, de akár 48 centiméteresre is megnőhet. Az eddigi legnagyobb közönséges bárdmakréla 2,1 kilogrammot nyomott. A hasúszói kicsik.

## Életmódja

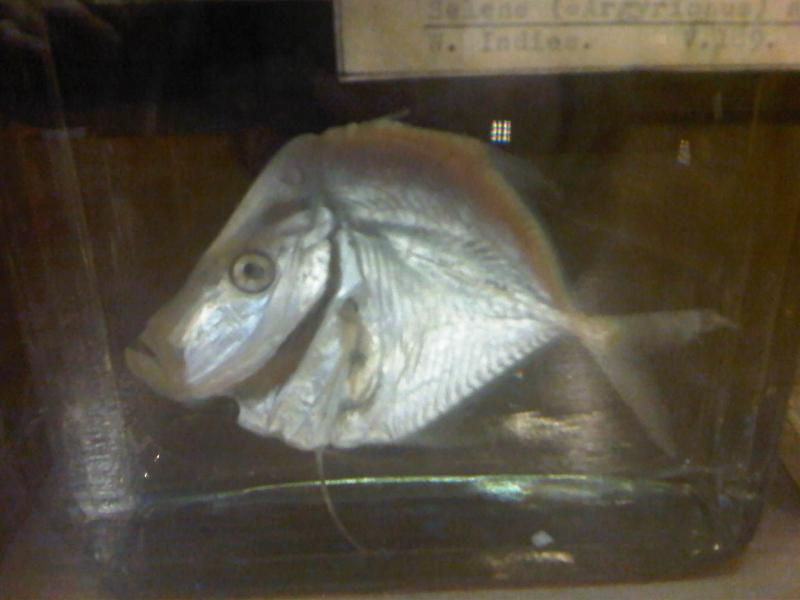
Tartósított közönséges bárdmakréla a londoni Grant Museum of Zoology-ban

Ez a szubtrópusi hal egyaránt megél a sós- és brakkvízben. 1-53 méteres mélyben tartózkodik. A köves és homokos aljzatot kedveli. Az ivadék a torkolatvidékeket és a partok közelségét keresi. Habár nagy rajokat is képez, kis csoportokban vagy párosan is megtalálhatjuk. Tápláléka kisebb rákok, halak és férgek.

## Felhasználása
A közönséges bárdmakrélát csak kisebb mértékben halásszák. A sporthorgászok kedvelik. Főleg a városi akváriumoknak fogják be. A húsa ízletes, és frissen árusítják, de vigyázni kell vele, mivel ciguatera-mérgezést okozhat.